# Ajmonia gratiosa
Ajmonia gratiosa là một loài nhện trong họ Dictynidae.
Loài này thuộc chi Ajmonia. Ajmonia gratiosa được Eugène Simon miêu tả năm 1881.